# 爱丽丝·魏德尔
爱丽丝·伊丽莎白·魏德尔（德語：Alice Elisabeth Weidel，1979年2月6日—）是一名德國政治人物和管理咨询师，現任德国选择党黨魁、德国联邦议院反對黨領袖和德国联邦议员。她被媒體認定為屬於另類選擇黨內較溫和保守的派系。2024年她被另類選擇黨選為德國總理候選人，代表該黨參加2025年德國聯邦議院選舉。

## 早年生活和職業
爱丽丝·魏德尔于1979年出生在西德居特斯洛並於费尔斯莫尔德長大，有報道指其祖父汉斯·魏德尔是纳粹德国时期由元首希特勒直接任命的一名军事法官，但她从未与他取得联系。
魏德尔于2004年毕业于拜罗伊特大学，主修經濟和工商管理。在取得學位後，魏德尔於2005年7月至2006年6月在法蘭克福的高盛資產管理公司擔任分析師。2000年代末，她也在中国银行工作过，并在中國生活了六年，会说一些普通话。隨後，她與拜羅伊特大学法律與經濟學院的健康經濟學家彼得·奧伯倫德合作撰寫了一篇關於中國退休金制度未來的博士論文。2011年，她獲得國際發展博士學位。她的博士學位得到了康拉德·阿登納基金會的支持。
2011年3月至2013年5月，她在法蘭克福安聯全球投資公司擔任副總裁。自2014年起，她擔任自由商業顧問。2015年，她曾在火箭網和Foodora工作。

## 政治生涯
魏德尔於2013年10月加入德國另類選擇黨。據魏德尔說，她最初是因為反對歐元而被該黨吸引的。她於2015年6月當選為另類選擇黨聯邦執行委員會成員，2017年4月，她當選為該黨聯合首席候選人。她是第一位擔任該黨主要候選人的女同性戀者。她被媒體認定為屬於另類選擇黨內較溫和保守的派系。
瑞士房地產億萬富翁亨寧·康勒支持德國另類選擇黨。他透過稻草人的方式為魏德尔的2017年聯邦競選活動總共捐贈了13.2萬歐元。康勒將他來自瑞士的捐款分為18批進行了偽裝。另類選擇黨須為這筆捐款向聯邦議院支付高額罰款，但魏德尔和其他三名官員卻沒有受到處分。
2024年1月，被任命為魏德爾顧問的羅蘭·哈特維格出席了與德國極右翼活動人士舉行的一次有爭議的會議，會上他提出了驅逐數百萬居住在德國的人（其中包括一些擁有德國公民身份）的計劃。在此之後，魏德爾解雇了哈特維格為她的顧問。
2024年6月29日，选择党在埃森举行党代表大会，选举新任领导层。该党時任联合主席蒂诺·克鲁帕拉和與爱丽丝·魏德尔分別以82.76%和79.77%的得票率高票连任。

## 政策主张

### 移民
2017年，魏德爾批評了德國總理安格拉·默克爾的移民政策，稱「這個國家將因這項移民政策而被摧毀。唐納·川普說默克爾瘋了，我完全同意這一點。」 魏德爾呼籲建立「歐洲堡壘」和「有效的發展援助」。魏德爾反對為尋求庇護者提供醫療保險，批評德國對激進伊斯蘭傳教士的“幼稚態度”，並警告不要對難民融入勞動力市場抱有過高期望。在德國難民辯論的背景下，她談到了對經濟和福利國家的難以估量的負擔，並表示老牌政黨（基民盟/基社盟和社民黨）的選民在她看來已經「失去了理智」。她認為：「我們這個時代的任何重要議題都離不開移民議題」。魏德爾希望禁止穿戴波卡和尼卡布，並支持禁止戴伊斯蘭教頭巾，因為它是“絕對的性別歧視象徵”，代表著“男女之間的種族隔離”。
她呼籲德國政府在中東投資“經濟特區”，以鼓勵受過教育和擁有技能的人才留在本國，避免人才外流的可能性，優先考慮技術移民，而非非技術移民。

### 欧盟和經濟政策
魏德爾主張經濟自由主義，並稱英國前首相戴卓爾夫人是她的榜樣。
在經濟政策方面，魏德爾反對廢除現金。在歐債危機期間，她呼籲希臘、西班牙和葡萄牙等經濟實力較弱的國家退出歐元區，或被逐出歐元區。
魏德爾表示支持減稅和廢除遺產稅，並反對最低工資。
魏德爾支持德國繼續留在歐盟；然而，在2023年1月發表的倫敦金融時報採訪中，魏德爾概述了她的政黨在政府接管的情況下的做法：如果選擇黨試圖解決歐盟的「民主赤字」未能成功，德國將效法英國透過投票的方式進行脫歐。主要經濟學家認為這是經濟最糟糕的情況。她也支持德國退出歐元區，並呼籲恢復金本位貨幣。
2024年6月，在選擇黨黨代表大會上，她表示「烏克蘭不屬於歐盟」符合德國和歐洲的利益。

### 外交
2022年10月，她表示選擇黨的口號是“我們的國家第一”（基於讓-馬里·勒龐領導下的國民陣線的“法國第一”）呼籲的不是“基於價值觀的外交政策” ，而是「基於德國利益的外交政策」。

#### 俄乌战争
2022年7月，爱丽丝·魏德尔在议会一段关于俄乌战争的发言视频在社交网络热传，被称作是理性务实的西方声音。她当时在演讲中说，西方用乌克兰加入北约和欧盟的虚假承诺，将其卷入战争，而德国实施的制裁伤人更伤己。
魏德尔指出，无论是乌克兰战争的爆发还是激化，美国等西方国家都难辞其咎。因为长期以来，各方都非常清楚，北约的扩张会威胁到俄罗斯的安全利益。在她看来，确保乌克兰保持中立地位才是有效避免冲突的最佳方式，而西方国家给予乌克兰加入欧盟以及北约的前景，无异于是将其硬生生拖入战争。

## 選舉紀錄
| 年度 | 選舉屆數               | 選舉區                | 所屬政黨       | 得票數    | 得票率 | 當選標記 | 備註     |
| ---- | ---------------------- | --------------------- | -------------- | --------- | ------ | -------- | -------- |
| 2017 | 第十九屆聯邦議員選舉   | 巴登-符騰堡邦比例代表 | 德國另類選擇黨 | 730,499   | 12.2%  |          | 排名第一 |
| 2021 | 第二十屆聯邦議員選舉   | 巴登-符騰堡邦比例代表 | 德國另類選擇黨 | 571,336   | 9.6%   |          | 排名第一 |
| 2025 | 第二十一屆聯邦議員選舉 | 巴登-符騰堡邦比例代表 | 德國另類選擇黨 | 1,256,267 | 19.8%  |          | 排名第一 |

## 个人生活
即使另類選擇黨反對同性婚姻，但魏德尔在競選黨主席時公開出櫃，她的伴侶萨拉·博萨德来自斯里兰卡。她與她的伴侶收養了兩個孩子。魏德尔認為，另類選擇黨會確保德國的同性戀者能夠自由、不受干擾地生活。